# Jarnell Stokes
Jarnell D'Marcus Stokes (ur. 7 stycznia 1994 w Memphis) – amerykański koszykarz, występujący na pozycji skrzydłowego, obecnie zawodnik Xinjiang Flying Tigers.
10 listopada 2015 Memphis Grizzlies wymieniło go do Miami Heat wraz z Beno Udrihem w zamian za Jamesa Ennisa i Mario Chalmersa. 18 lutego 2016 został oddany w wymianie do New Orleans Pelicans w zamian za przyszły wybór w drugiej rundzie draftu, jednak już dzień później został zwolniony.
15 września 2016 został zawodnikiem Denver Nuggets. Po rozegraniu dwóch spotkań sezonu zasadniczego został zwolniony 15 listopada. 26 lipca 2017 podpisał umowę z chińskim Zhejiang Golden Bulls.
27 sierpnia 2018 dołączył do Miami Heat, po raz drugi w karierze. 13 października został zwolniony.
22 sierpnia 2019 zawarł umowę z chińskim Xinjiang Flying Tigers.

## Osiągnięcia
Stan na 22 sierpnia 2019, na podstawie, o ile nie zaznaczno inaczej.
NCAA
- Uczestnik rozgrywek Sweet 16 turnieju NCAA (2014)
- Zaliczony do:
  - I składu:
    - SEC (2014)
    - pierwszoroczniaków konferencji SEC (2012)
    - turnieju:
      - SEC (2014)
      - Puerto Rico Tip-Off Classic (2013)

  - II składu SEC (2013)

Drużynowe
- Mistrz D-League (2016)[11]

Indywidualne
- MVP:
  - D-League (2016)[12]
  - finałów D-League (2016)[11]
- Zaliczony do I składu D-League (2016)[13]
- Uczestnik meczu gwiazd D-League (2016)
- Lider D-League w skuteczności rzutów z gry (2016)

Reprezentacja
- Mistrz:
  - świata U–19 (2013)
  - Ameryki U–18 (2012)